# Pooth Khurd
Pooth Khurd é uma vila no distrito de North West, no estado indiano de Deli.

## Demografia
Segundo o censo de 2001, Pooth Khurd tinha uma população de 8167 habitantes. Os indivíduos do sexo masculino constituem 55% da população e os do sexo feminino 45%. Pooth Khurd tem uma taxa de literacia de 72%, superior à média nacional de 59,5%: a literacia no sexo masculino é de 79% e no sexo feminino é de 64%. Em Pooth Khurd, 13% da população está abaixo dos 6 anos de idade.